# Birkholz (Rietz-Neuendorf)
Birkholz (niedersorbisch Bŕazowc) ist Ortsteil der Gemeinde Rietz-Neuendorf im Landkreis Oder-Spree (Brandenburg). Birkholz war bis zur Eingemeindung nach Rietz-Neuendorf eine selbständige Gemeinde.

## Geographie
Birkholz liegt etwa 4 Kilometer nordwestlich von Beeskow und etwa 19 Kilometer südöstlich von Storkow (Mark) auf der Beeskower Platte. Die Gemarkung von Birkholz grenzt im Norden an die Gemarkung von Groß Rietz, im Osten an die Stadt Beeskow, im Süden an Bornow und im Westen an Buckow. Der Ort ist über die K6722 von Bornow beziehungsweise Groß Rietz zu erreichen.
Der höchste Punkt der Gemarkung liegt im äußersten nordwestlichsten Zipfel mit etwas über 80 Metern. Der tiefste Punkt befindet sich im äußersten südöstlichsten Zipfel der Gemarkung.

## Geschichte
Birkholz wurde 1390 erstmals in einer Urkunde genannt, allerdings nur mittelbar als Herkunftsname. 1397 wird auch der Ort selber urkundlich fassbar. Der Name ist selbsterklärend und bezeichnet einen Ort an einem Birkenwald. Nach seiner ursprünglichen Dorfstruktur war Birkholz ein kleines Angerdorf.

### Besitzgeschichte
1457 gehörte Birkholz der Familie von Göllnitz (Gelinz), die zumindest – für 1497 nachgewiesen – in Podelzig ansässig war. Im selben Jahr erhielt die Brüder von Göllnitz zu Birkholz den Konsens ihres Lehnherrn Wenzel von Bieberstein zur Verpfändung von 10 Schock Jahreszins vom Dorf Birkholz für 100 Schock Groschen an Peter Spandau, Bürger in Beeskow. 1458 belehnte Wenzel von Bieberstein die Ehefrau des in Birkholz angesessenen Heinrich von Göllnitz mit einem Leibgedinge zu Birkholz. 1497 verkaufte Hans von Göllnitz das Dorf Birkholz an Bartholomäus (Barthus) Kracht auf Groß Rietz. 1553 erhielten die Söhne des Bartholomäus, Barttins und Philipp von Kracht den Lehnbrief für Groß Rietz, Birkholz und Drahendorf. Um 1580 besaß Abraham von Kracht das Gut Groß Rietz. 1615 belehnte Kurfürst Johann Sigismund Markgraf von Brandenburg die von Kracht mit Groß Rietz und Klein Rietz, Birkholz und Drahendorf. Die Tochter eines Baltzer von Kracht von Groß Rietz, Ursula von Kracht heiratete 1637 den Johann Joachim von Gustedt auf Derssen und bekam ein Ehegeld von 4000 Talern. 1642 setzte Hans von Kracht ein Ehegeld von 1300 Talern für seine Frau Catharina von Barfuß adH Prädikow fest. 1644 war Georg Abraham von Kracht, Sohn des Hans von Kracht Besitzer von Klein Rietz. Nach dem Historischen Ortslexikon soll schon 1655 eine Familie von Rossow auf Klein Rietz ansässig gewesen sein, „dann Spiegel“. Am 7. Januar 1656 setzte Christian Franz von Rossow auf Klein Rietz und Birkholz ein Ehegeld von 1500 Talern für seine Frau Gottliebe von Bredow, Tochter des Hans Segeband von Bredow auf Hage fest. Auf der Website schlossarchiv.de kommen aber weder eine Familie von Rossow noch eine Familie Spiegel in der Besitzabfolge vor. 1686 kaufte Johann Friedrich von Weißenfels Klein Rietz und Birkholz. 1690 kam Birkholz und Klein Rietz schließlich an Hans Georg von der Marwitz auf Groß Rietz. Er war der Sohn des Georg von der Marwitz (* um 1606; † 1679), Oberster zu Roß, Kommandant und Hauptmann der Festung Driesen (heute Drezdenko). Hans Georg ließ von 1693 bis 1700 das Schloss in Groß Rietz errichten. Hans Georg von der Marwitz war Kommendator der Johanniterkommende Wietersheim, Kurfürstlich-brandenburgischer Rat und Kammerherr, fürstlich-anhaltinischer Geheimer Rat, Hofmarschall und Kammerpräsident zu Zerbst, und Erbherr auf Friedersdorf, Kienitz, Groß Rietz, Klein Rietz, Birkholz und Raßmannsdorf. Er war in erster Ehe mit Marie Elisabeth von Götzke, Tochter des Joachim Ernst von Görzke und der Lucie von Schlieben aus dem Hause Friedersdorf verheiratet. Sie starb am 6. November 1673 bei der Geburt ihres achten Kindes. Am 7. Oktober 1687 heiratete er in zweiter Ehe Sibilla Elisabeth von Osterhausen (* 17. August 1663; † 30. Januar 1740), Tochter des Hans Georg von Osterhausen und der Elisabeth von Luckowien auf Böhlen und Poderschau. Hans Georg von der Marwitz starb am 4. Juli 1704 in Zerbst. In der Kirche von Groß Rietz befindet sich sein Alabaster-Wandepitaph. Aus der ersten Ehe stammten drei Söhne, die alle vor dem Vater starben, und drei Töchter. Aus der zweiten Ehe stammten vier Söhne und drei Töchter. Erbe von Birkholz (und Groß Rietz, Klein Rietz, Drahendorf und Raßmannsdorf) war der Sohn Hans Georg d. Jü. (1700–1768). Dieser war mit Eva Catharina von Wulfen, Tochter des Casper Christoph von Wulfen und der Louise Lucretie von Wulffen auf Tempelberg, Gölsdorf und Kersdorf verheiratet. Erbe war der Sohn Carl Wilhelm von der Marwitz (1737–1811), der 1788 die väterlichen Güter an den Staatsminister Johann Christoph von Wöllner verkaufte, der sie bis zu seinem Tod am 10. September 1800 innehatte. 1801 kam das Gut Groß Rietz an Peter Alexander von Itzenplitz; er war mit Henriette Charlotte geb. von Borcke verheiratet. Deren Tochter Charlotte Amalia Gräfin von Itzenplitz (* 3. Dezember 1795 in Kunersdorf) heiratete am 7. November 1813 Adam Ludwig von Dziembowsky. 1828 übernahm dieser das Gut Groß Rietz zu dem auch Birkholz gehörte. Am 24. Mai 1842 starb er, Charlotte Amalie geb. von Itzenplitz starb 1845. Erbin wurde 1846 die Tochter Friederike Henriette Marianne Auguste von Dziembowska (1832–1861). Nach deren Tod ging Groß Rietz (wahrscheinlich schon ohne Birkholz) an deren Cousine Marie Charlotte Louise von der Marwitz, geb. von Itzenplitz. Birkholz soll nach dem Historischen Ortslexikon von 1861 bis 1874 einem gewissen Heinrich gehört haben. Heinrich war 1874 Amtsvorsteher im Amtsbezirk 8 Groß Rietz. 1877 nennt das Adressbuch aller Länder eine Frau Heinrich geb. Wisselink als Besitzerin. Das Adressbuch erwähnt auch eine Stärkefabrik, die in Birkholz betrieben wurde. 1882 bis 1945 war es im Besitz der Familie Schrader. 1885 bis 1921 gehörte das Gut nachweislich Mat(t)hias Schrader. Ab 1923 ist Hermann Schrader Besitzer des Gutes verzeichnet.

### Dorfgeschichte
In Zusammenhang mit den Streitigkeiten um die Herrschaft Beeskow zwischen den Pommern-Herzögen und den Biebersteinern wurde Birkholz am 28. September 1428 durch den Pommernherzog Kasimir V. niedergebrannt. 1576 wohnten elf Bauern, drei Kossäten und zwei Häusler im Ort. 1600 gab es 29,5 Hufen. 1652 hatte der Schulze vier Hufen in Bewirtschaftung, ein Lehnbauernhof mit vier Hufen lag unbebaut, zwei Vierhufenhöfe waren besetzt, dafür war ein Dreieinhalbhufenhof zur Pfarre gelegt worden und wurden von den Kossäten bewirtschaftet. Zwei Freihufenhöfe waren ebenfalls noch wüst, zwei Zweihufenhöfe wurden bebaut. Von den drei Kossätenhöfen war ein Hof nicht besetzt, zwei Kossäten hatten je eine Hufe aus den wüsten Höfen. Aus zwei wüsten Hüfnergütern war ein Vorwerk gebildet worden. Auf der Gemeindeschmiede wohnte ein Schmied. 1692 war der Lehnbauernhof immer noch wüst. Auch der Schulzenhof war nicht besetzt. Auch von vier Zweihufenhöfen waren zwei Höfen wüst, ebenso zwei Einhufenhöfe und ein Halbhufenhof. Außer den Bauern wohnten noch drei Kossäten, ein Laufschmied und ein Hirte im Ort. Das Dorf hatte nur schlechte Wiesen und daher schlechte Hutung. Jeder Bauer durfte bis zu 25 Schafe halten. Auch gab es kein Brennholz auf der Gemarkung. Die Böden der Äcker waren nur von mäßiger Qualität. Im Durchschnitt konnte das dritte Korn geerntet werden. 1727 wird die Zahl der Hufen mit 32,5 Hufen angegeben. 1745 wird das Vorwerk wieder genannt. Im Dorf wohnten fünf Bauern und fünf Kossäten. 1740 hatte die Herrschaft das Schulzengut in Besitz genommen. 1775 gab es im Dorf 12 Feuerstellen (Wohnhäuser oder Haushaltungen), in denen fünf Bauern, drei Kossäten und drei Büdner mit Familien, insgesamt 72 Menschen wohnten. 1801 war die Zahl der Feuerstellen auf 10 zurückgegangen, die Einwohnerzahl war auf 70 Bewohner gefallen. Das Gut umfasste 12 Hufen. 1837 wurden elf Wohnhäuser verzeichnet. 1846 verzeichnet das Urmesstischblatt 3751 Groß Rietz bereits eine Windmühle südlich von Groß Rietz. Sie wird später als Wohnplatz von Birkholz bezeichnet. Die Windmühle existiert heute nicht mehr. Sie stand ca. 50 m südlich des Anwesens Groß Rietzer Straße 15 (Ortsteil Birkholz). Das Areal der Mühle selber gehört heute zum Ortsteil Groß Rietz. 1858 standen im Dorf selber ein öffentliches Gebäude, zwölf Wohngebäude und 21 Wirtschaftsgebäude. 1864 wird die Sozialstruktur des Dorfes mit sieben Halbbauern und einem Büdner beschrieben. Ein Hof war schon vor längerer Zeit aufgekauft und dem Rittergut einverleibt worden. Um 1900 standen im Dorf 13 Wohnhäuser und im Rittergut vier Häuser. 1931 waren die Zahl der Wohnhäuser auf 25 gestiegen. Zur Landgemeinde Birkholz gehörten die Wohnplätze Gut Birkholz und Windmühle. Die 1939 gab es neben dem großen Gut noch fünf land- und forstwirtschaftliche Betriebe mit einer Fläche von 20 bis 100 ha, sechs Betriebe mit einer Fläche von 10 bis 20 ha, zehn Betriebe mit einer Größe von 5 bis 10 ha und sechs Betriebe mit Flächen von 0,5 bis 5 ha.
1945 wurde das große Gut der Familie Schrader mit 420 ha im Rahmen der Bodenreform enteignet und davon 397 ha aufgeteilt an 59 Landarbeiter (361 ha) und 36 ha an sechs landarme Bauern. 1958 wurde die Landwirtschaftliche Produktionsgenossenschaft Typ I gegründet, die 1960 bereits 23 Betriebe mit 31 Mitgliedern umfasste, und die 257 ha Nutzfläche bewirtschaftete. Eine weitere im Ort gegründete LPG Typ I mit 22 Betrieben, 38 Mitgliedern und 184 landwirtschaftlicher Nutzfläche wurde 1968 mit der ersten LPG Typ I zu einer LPG Typ III zusammengeschlossen. 1973 erfolgte der Anschluss an die LPG Bornow. 1977 hatte der VEB Kreisbetrieb für Landtechnik Beeskow einen Zweigbetrieb in Birkholz.

### Das Rittergut Birkholz
Das sehr wahrscheinlich erst um 1652 entstandene Vorwerk lag ursprünglich schräg und nordöstlich gegenüber der Kirche zentral im Ort. Bereits um 1840 gab es Überlegungen, einen neuen Gutshof außerhalb des Dorfkerns und zentral in den Ländereien des Gutsbezirkes gelegen neu zu errichten. Mit der Abschaffung der Patrimonialgerichtsbarkeit bis 1849 entstand der Gemeindebezirk und der Gutsbezirk Birkholz. 1857 brannte der Gutshof in Dorfmitte ab. Im selben Jahr wurde mit dem Bau eines neuen Gutshofes mit Wohn- und Wirtschaftsgebäuden sowie eines Gutsparkes außerhalb des Dorfes im Bereich Werkstraße 3 und 17 begonnen. Es gehörte damals noch zum Gut Groß Rietz. 1861 wurde das Gut verkauft. 1858 gehörten zum Vorwerk ein Wohngebäude und drei Wirtschaftsgebäude. 1874 gehörte das Gut einem Gutsbesitzer Heinrich. Für 1879 nennt das Generaladressbuch als Besitzer einen Alfred Schmidt. Ab 1882 war das Gut im Besitz der Familie Schrader, die es bis 1945 besaß. Der Gutsbezirk hatte 1900 eine Größe von 440 ha, davon 338 ha Acker. Erst 1928 wurde der Gutsbezirk Birkholz mit der Gemeinde Birkholz vereinigt. Im Oktober 1945 wurde das Gut im Zuge der Bodenreform enteignet. Der Park wurde 2005 saniert.
| Bevölkerungsentwicklung von 1774 bis 2000 | Bevölkerungsentwicklung von 1774 bis 2000 | Bevölkerungsentwicklung von 1774 bis 2000 | Bevölkerungsentwicklung von 1774 bis 2000 | Bevölkerungsentwicklung von 1774 bis 2000 | Bevölkerungsentwicklung von 1774 bis 2000 | Bevölkerungsentwicklung von 1774 bis 2000 | Bevölkerungsentwicklung von 1774 bis 2000 | Bevölkerungsentwicklung von 1774 bis 2000 | Bevölkerungsentwicklung von 1774 bis 2000 | Bevölkerungsentwicklung von 1774 bis 2000 | Bevölkerungsentwicklung von 1774 bis 2000 | Bevölkerungsentwicklung von 1774 bis 2000 | Bevölkerungsentwicklung von 1774 bis 2000 | Bevölkerungsentwicklung von 1774 bis 2000 | Bevölkerungsentwicklung von 1774 bis 2000 | Bevölkerungsentwicklung von 1774 bis 2000 | Bevölkerungsentwicklung von 1774 bis 2000 |
| ----------------------------------------- | ----------------------------------------- | ----------------------------------------- | ----------------------------------------- | ----------------------------------------- | ----------------------------------------- | ----------------------------------------- | ----------------------------------------- | ----------------------------------------- | ----------------------------------------- | ----------------------------------------- | ----------------------------------------- | ----------------------------------------- | ----------------------------------------- | ----------------------------------------- | ----------------------------------------- | ----------------------------------------- | ----------------------------------------- |
| Jahr                                      | 1774                                      | 1801                                      | 1818                                      | 1837                                      | 1858                                      | 1875                                      | 1890                                      | 1910                                      | 1925                                      | 1939                                      | 1946                                      | 1950                                      | 1964                                      | 1971                                      | 1981                                      | 1991                                      | 2000                                      |
| Einwohner                                 | 72                                        | 70                                        | 81                                        | 73                                        | 143                                       | 140                                       | 196                                       | 157                                       | 180                                       | 179                                       | 270                                       | 315                                       | 248                                       | 230                                       | 212                                       | 245                                       | 220                                       |

## Politische Zugehörigkeit
Der Ort gehörte zur ursprünglich niederlausitzischen Herrschaft Beeskow, die 1518 von Ulrich von Bieberstein an den Bischof von Lebus verpfändet wurde. 1556 wurde das Pfand an den brandenburgischen (Mit-)Kurfürsten Johann von Küstrin weiterverkauft. 1571 starb Kurfürst Johann von Küstrin und 1576 kam die Herrschaft Beeskow (und ebenfalls die Herrschaft Storkow) endgültig an Brandenburg. Sie blieb jedoch bis 1742 ein Lehen der böhmischen Krone. Mit der Zugehörigkeit zur Kurmark schied die Herrschaft Beeskow ab 1576 „allmählich“ aus der Niederlausitz aus. Aus den beiden Herrschaften Beeskow und Storkow bildet sich im 17. und 18. Jahrhundert der Beeskow-Storkowische Kreis heraus, der 1815 aufgelöst wurde. Das Gebiet der ehemaligen Herrschaft Beeskow wurde an den Kreis Lübben angeschlossen, das Gebiet der ehemaligen Herrschaft Storkow wurde mit dem Teltowischen Kreis zum Kreis Teltow-Storkow vereinigt. 1835 wurde die Teilung der beiden Herrschaften rückgängig gemacht und es entstand der Kreis Beeskow-Storkow. In einer ersten Kreisreform 1950 in der damaligen DDR wurde der Kreis Beeskow-Storkow erneut aufgelöst und zum größten Teil dem Kreis Lübben zugewiesen, der nördliche Teil – darunter auch Ahrensdorf – kam an den Kreis Fürstenwalde. 1952 wurde diese Einteilung zum größten Teil wieder rückgängig gemacht und der neue Kreis Beeskow im Bezirk Frankfurt (Oder) gebildet. Nach der Wende wurde der Kreis Beeskow in Landkreis Beeskow umbenannt. 1992 schloss sich Birkholz mit zwölf anderen Gemeinden zum Amt Glienicke/Rietz-Neuendorf zusammen. 1993 wurde aus den Landkreisen Beeskow, Fürstenwalde, der kreisfreien Stadt Eisenhüttenstadt und dem Landkreis Eisenhüttenstadt der Landkreis Oder-Spree gebildet. Zum 31. Dezember 2001 schlossen sich Ahrensdorf, Birkholz, Buckow, Drahendorf, Görzig, Groß Rietz, Herzberg, Neubrück (Spree), Pfaffendorf, Sauen und Wilmersdorf zur neuen Gemeinde Rietz-Neuendorf zusammen. Zum 26. Oktober 2003 wurden schließlich auch noch die zwei letzten die amtsangehörigen Gemeinden Alt Golm und Glienicke per Gesetz in die Gemeinde Rietz-Neuendorf eingegliedert. Das Amt Glienicke/Rietz-Neuendorf wurde 2003 aufgelöst, die Gemeinde Rietz-Neuendorf wurde amtsfrei. Birkholz ist nun seit 2002 ein Ortsteil von Rietz-Neuendorf. Der Ortsbeirat besteht aus drei Mitgliedern; Vorsitzender und Ortsvorsteher ist Marcel Goy.

## Kirchliche Zugehörigkeit
Birkholz war 1395 Pfarrdorf in der Sedes Beeskow, ebenso 1495. 1600 war es Tochterkirche von Groß Rietz. 1600 hatte der Pfarrer 3,5 Pfarrhufen, die Kirche eine halbe Hufe.

## Denkmale und Sehenswürdigkeiten
Siehe auch Liste der Baudenkmale in Rietz-Neuendorf#Birkholz

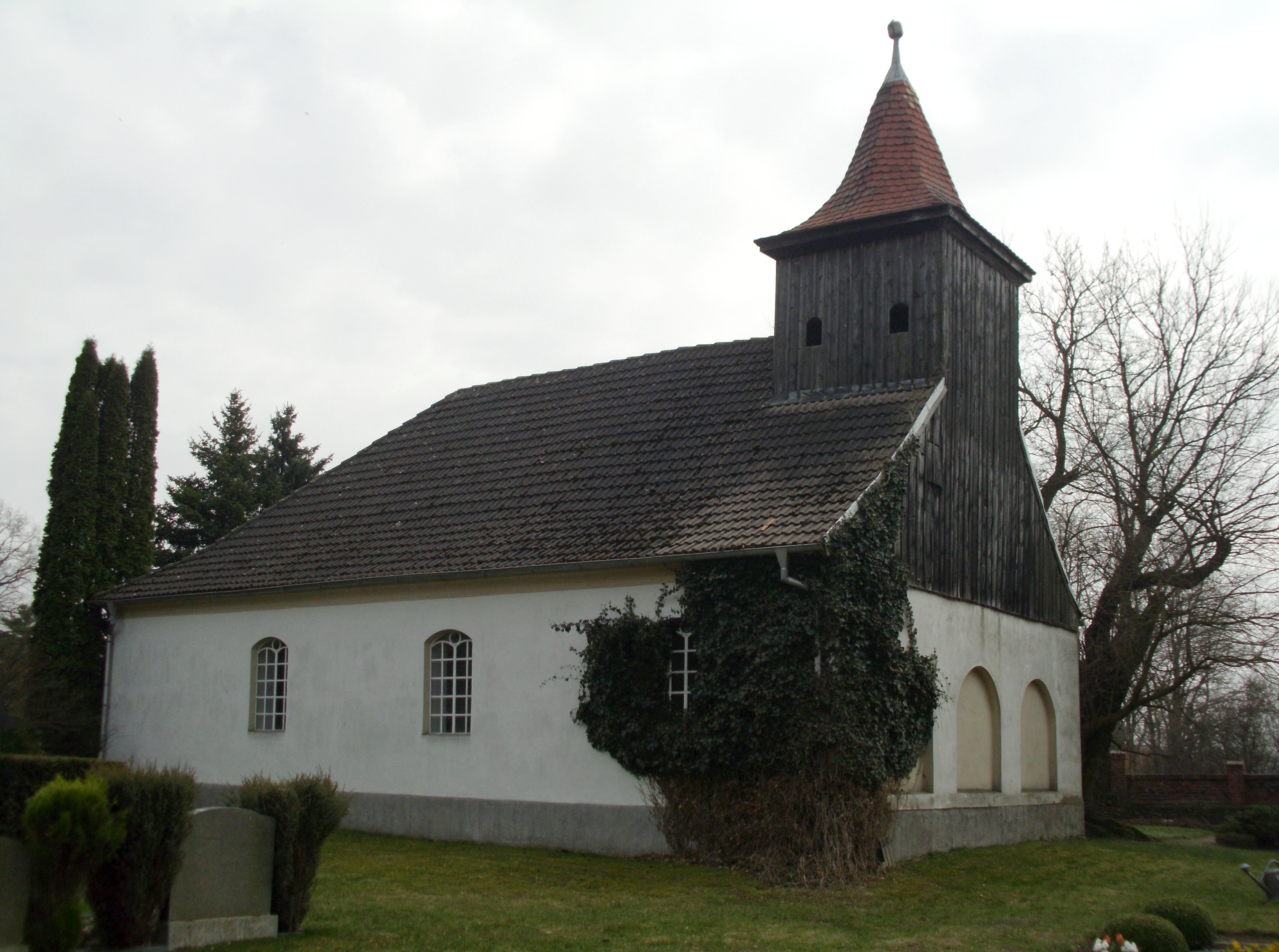
Dorfkirche Birkholz

Die Denkmalliste des Landes Brandenburg für den Landkreis Oder-Spree führt für Birkholz auf der Flur 3 und 5 eine Siedlung der Bronzezeit als Bodendenkmal auf.
- Das einzige geschützte Baudenkmal die Dorfkirche mit Einfriedungsmauer. Das Kirchengebäude ist ein im Kern mittelalterlicher rechteckiger Putzbau mit einem verbretterten Dachturm über dem Westgiebel. Er erfuhr Mitte des 18. Jahrhunderts und 1836 grundlegende Umbauten und Erneuerungen. Im Innern stehen fünf spätgotische Schnitzfiguren aus dem 2. Viertel des 15. Jahrhunderts, zwei weitere nur unwesentliche jüngere Schnitzfiguren, eine ehemalige Predella aus dem Anfang des 17. Jahrhunderts und ein Gemälde der Anna von Burgsdorf vom Ende des 16. Jahrhunderts.[32]
- Denkmal für die Gefallenen der Weltkriege

## Gut Hirschaue
Das Gut Hirschaue ist der größte nach den Richtlinien des ökologischen Landbaus bewirtschaftete Betrieb für die Produktion von Wildfleisch in Deutschland. In Gatterhaltung werden hier etwa 1000 Tiere (Damwild, Rotwild, Mufflons und Märkische Sattelschweine) gehalten. Das Fleisch wird vor Ort verarbeitet. Angeschlossen sind eine Ausflugsgaststätte und ein Hofladen. Um das Gatter führt ein 3,5 km langer Wanderweg, ein Aussichtsturm bietet einen Überblick. Im Gatter werden Kremserfahrten angeboten. Schau- und Informationstafeln geben einen Überblick über Fauna und Flora.